# Janine Tugonon
Janine Marie Tugonon  (Balanga, 19 de octubre de 1989) es una modelo filipina, que concursó en Miss Universo 2012 como titular de su país, quedándose con la segunda posición al ser superada por Olivia Culpo, de Estados Unidos, ganadora del certamen de belleza.

## Biografía
Tugonon terminó la carrera de Farmacia en la Universidad Pontificia y Real de Santo Tomás en Manila, de donde se graduó cum laude. Asistió también a la Escuela de Ballet de Manila como una protegida de ballet mientras asistía a la universidad.
En 2010, se tituló como Miss Farmacia en la Universidad de Santo Tomás.

## Miss Universo 2012
El 19 de diciembre de 2012, quedó en segundo lugar en el certamen Miss Universo 2012, siendo la ganadora Olivia Culpo, de Estados Unidos. El evento tuvo lugar en el Planet Hollywood Resort en Las Vegas, Nevada. De esta forma, Tugonon logró la hazaña de Miriam Quiambao, anterior modelo filipina que concursara en Miss Universo 1999 obteniendo asimismo el segundo lugar. Además, al igual que Tugonon, Quiambao también estudió en la Universidad de Santo Tomás.